# Friedrich Müller (lingvista)
Friedrich Müller (6. března 1834 Jemnice, Rakouské císařství – 25. května 1898, Vídeň) byl rakouský lingvista a etnolog, který zavedl termín hamito-semitské jazyky pro jazykovou rodinu, která se nyní nazývá afroasijské jazyky.

## Biografie
Studoval na univerzitě v Göttingenu, studium dokončil na univerzitě ve Vídni (1853–1857), kde po vystudování působil v letech 1858 až 1866 jako knihovník, později se stal mimořádným a následně i řádným (1869) profesorem srovnávací filologie a sanskrtu. Byl členem Rakouské akademie věd a byl jednou z nejvyšších autorit v oblasti srovnávací filologie a etnologie a v oblasti vztahu mezi těmito vědními obory.

## Teorie
Podle Müllerova třídění jazyků, které převzal Robert Needham Cust, jsou hlavními podskupinami hamitosemitských jazyků: (1) semitské; (2) hamitické; (3) Nuba-Fula; (4) nigerijské nebo černošské jazyky; (5) Bantu a (6) Hottentot-Bushman.

Významný německý zoolog Ernst Haeckel se o Müllerových názorech zmínil, když formuloval svou rasovou teorii o vyšších a nižších rasách: 
 Kavkazský nebo středomořský člověk (Homo Mediterraneus) byl od nepaměti v čele všech lidských ras coby nejrozvinutější a dokonalý. Obecně se nazývá bělošská rasa, ale protože mezi všemi druhy tohoto druhu je tato kavkazská větev nejméně důležitá, dáváme přednost mnohem vhodnějšímu označení, které navrhl Friedrich Müller, a to Mediterranese; protože nejvýznamnější variace tohoto druhu, které jsou navíc nejvýznamnějšími aktéry v takzvaných „univerzálních dějinách“, poprvé dosáhly rozkvětu právě na březích Středozemního moře. … Pouze tento druh (kromě mongolského) má skutečnou historii; jen on dosáhl takové míry civilizovanosti, která člověka zjevně povyšuje nad ostatní přírodu. 

## Práce
Rozsáhle se věnoval komparativní filologii a etnologii a široce publikoval v Mitteilungen der anthropologischen Gesellschaft a Wiener Zeitschrift für die Kunde des Morgenlandes, působil také jako editor těchto časopisů. Napsal i několik monografií.
- Reise der österreichischen Fregatte Novara, lingvistická a etnologická část (1867–73)
- Allgemeine Ethnographie (1873)
- Grundriss der Sprachwissenschaft (1876–87) Reprint, 2004 (ISBN 348712047X